# Maksimilijan Kolbe
Sveti Maksimilijan Marija Kolbe (Zduńska Wola, Poljska, 8. siječnja 1894. – Auschwitz, 14. kolovoza 1941.), katolički svetac, poljski franjevac konventualac, utemeljitelj katoličke udruge Vojska Bezgrješne, mučenik Drugoga svjetskoga rata. Spomendan mu je 14. kolovoza.

## Životopis

### Djetinjstvo i obitelj
Rodio se pod imenom Rajmund Kolbe u siromašnoj radničkoj obitelji u Zduńskoj Woli, kod Łódźa, u dijelu Poljske koji je tada bio u Ruskom Carstvu. Njegov otac Jozef Kolbe je bio njemačkog podrijetla, majka se zvala Maria Dabrowska; oboje su radili kao prelci. Maksimilijan je imao četvero braće, od kojih su dvojica umrla kao djeca. Maksimilijan i njegov stariji brat Franjo obojica su stupili u samostan franjevaca konventualaca. 
Rajmund je bio vrlo darovit i pobožan. U ranom djetinjstvu ukazala mu se Djevica Marija s dvjema krunama u ruci: bijelom i crvenom. Zapitala ga je koju želi. Izabrao je oboje. Značile su čistoću i mučeništvo. Zbog siromaštva, nakon završene osnovne škole, nije se mogao odmah dalje školovati. Naknadno su mu pomogli lokalni župnik i apotekar. te je krenuo u trgovačku školu.  U 13. godini stupio je u sjemenište. Nakon što ga je završio 1911. godine je položio privremene redovničke zavjete, uzevši redovničko ime Maksimilijan. Poslan je na studije u Rim 1912. godine. 1914. godine daje stalne redovničke zavjete, uzevši uz ime Maksimilijan još i ime "Marija", u znak osobite privrženosti Svetoj Bogorodici. 1915. godine doktorira iz filozofije na Papinskom sveučilištu Gregoriana. Nakon doktorata dobiva tuberkulozu, koja mu je ubrzo uništila jedno plućno krilo i oslabila preostalo. Ostaje u Rimu, te 1919. brani i doktorat iz teologije, na Papinskom sveučilištu Sv. Bonaventure ("Seraphicum", sveučilište franjevaca konventualaca u Rimu).  

### Vojska Bezgrješne
U Rimu su bile organizirane masonske protukatoličke manifesticije, koje su zabrinule Maksimilijana. Kao svoj odgovor na taj napad na Katoličku Crkvu, osniva 16. listopada 1917. godine - dakle skoro istodobno s Oktobarskom revolucijom u Rusiji i s Fatimskim ukazanjima u Portugalu - s još šestoricom braće konventualaca katoličku marijansku organizaciju Vojska Bezgrešne, s ciljem promicanja katoličkih vrijednosti, posebno širenja štovanja Blažene Djevice Marije. Kolbe je imao u planu koristiti medije, tiskati novine, osnovati radio postaje, formirati katolička kazališta i dr.  
Vratio se u Poljsku 1919. Ispočetka je nalazio je na nerazumijevaje redovnika, koji su ga smatrali zanesenjakom. No, nije se predao. 1922. godine uspješno pokreće katolički mjesečnik, s ambicioznom tiražom od 5.000 primjeraka. Prvi broj časopisa "Vitez Bezgrješne" sadržavao je obavijest: “Zbog nedostatka sredstava, ne može se jamčiti redovito izlaženje ove revije.” Kolbe 1927. godine započinje gradnju samostana Niepokalanow – Grad Bezgrešne u blizini Varšave 1927. Za deset godina u njemu je bilo 700 redovnika, a "Vitez Bezgrješne" se tiskao u čak 800.000 primjeraka. Samostan je djelovao i kao tiskarsko - izdavačko poduzeće s najmodernijim strojevima, te su uredništvo i tiskara imali osoblje od 327 ljudi: cijelo to osoblje bi pred tiskanje svakog novog broja provodilo cijelu noć u euharistijskom klanjanju.
S vremenom je časopis dostigao izrazito visoku tiražu od milijun primjeraka, a 1935. je M. Kolbe pokrenuo i prvi poljski katolički dnevni list, koji je također dostigao visoku tiražu od 230.000 primjeraka. Maksimilijan je sazidao vlastitu željezničku stanicu, spojio Niepokalanow s glavnom varšavskom prugom, podigao je radio-postaju, gradio je pistu i hangare za 4 zrakoplova, započeo je osnivanje katoličke filmske kuće. Osnovao je podružnicu u Japanu u gradu Nagasakiju. Došao je tamo 1930. godine s četvoricom redovnika bez novaca i bez znanja japanskog jezika, ali je 1936. godine uspio otvoriti tiskaru i pokrenuti katolički list na japanskom jeziku. Maksimilijan i braća su samostan s tiskarom osnovali izvan grada, tako da ga atomska bomba koja je pala na Nagasaki 1945. nije uništila. Maksimilijan je planirao proširiti svoje djelovanje u Indiji i Polineziji te u Bejrutu u Libanonu izdavati novine na turskom, perzijskom, arapskom i židovskom jeziku. 1936. godine se Maksimilijan za stalno vratio u Poljsku. 

### Drugi svjetski rat
Nacisti su početkom Njemačko - Sovjetske invazije na Poljsku 1939. godine odveli 9. rujna redovnike iz Niepokolanowa u logor Amtitz. Pustili su ih nakon 3 mjeseca, na blagdan Bezgrješnog začeća 8. prosinca.  
Maksimilijan je nastavio tiskati list. U Niepokolanowu pruža utočište za 2 tisuće i Židova izvrgnutih nacističkom progonu. Kad je u jednom broju napisao: "Nitko na svijetu ne može promijeniti istine", nacisti su ga uhitili i odveli 10. veljače 1941. u varšavski zatvor Paviak. Zlostavljan je i pretučen. Tranportiran je u logor Auschwitz. Dobiva logoraški broj 16770. Kao svećenik, te miran i pobožni čovjek, kod nacističkih stražara je uvijek "zaslužio" najteže poslove i najviše batina; jednom prigodom su ga stražari toliko tukli, da su ga ostavili da leži misleći da je mrtav. Krajem srpnja 1941. pobjegli su iz logora neki zarobljenici, te je zapovjednik logora Karl Fritzsch odredio da će desetorica umrijeti zbog toga, izgladnjivanjem do smrti u „bunkeru gladi“. Izabrao je te ljude. Među njima je bio jedan mladi narednik Fran Gajownieczek, koji je molio za milost, jer ima ženu i djecu.  
Maksimilijan Kolbe je prisustvovao ovim događajima i ponudio se da zamijeni tog mladog narednika. Zapovjednik Fritzsch je pristao, nakon što je od Kolbea najprije saznao da je posrijedi katolički svećenik. Maksimilijan i njegovi supatnici su mučeni glađu i žeđu, a Kolbe je predvodio umiruće zatvorenike u predanoj molitvi Gospi, te se njihovo pjevanje moglo čuti u logoru. Svaki put kada su stražari provjerevali stanje u ćeliji, Kolbe je ili stajao, ili klečao na sredini ćelije, uvijek s mirom gledajući stražare. Nakon dva tjedna, samo je Kolbe ostao živ, te su ga nacisti 14. kolovoza 1941. ubili smrtonosnom injekcijom fenola, kako bi ispraznili ćeliju. Kolbe je samo mirno podigao lijevu ruku, da mu mogu dati injekciju. Sutradan, na sam blagdan Velike Gospe, njegovo je tijelo spaljeno u krematoriju Auschwitza. Njegovi suvremenici se sjećaju da je godinama ranije bio izrekao: “Htio bih da radi Bezgrješne izgorim do pepela, i da se moj prah raznese cijelim svijetom, tako da ništa ne ostane.”
Mladi narednik Fran Gajownieczek je preživio rat zahvaljujući svetom Maksimilijanu. 

## Kanonizacija
Dekretom Kongregacije obreda (od 12. kolovoza 1947.) započet je u Padovi 24. svibnja 1948. informativni postupak. Pomoćni postupci pokrenuti su u Varšavi, Nagasakiu i Rimu koji su trajali do 1952. 1960. nastupio je introductio causae, a apostolski proces je zaključen 18. rujna 1962. u Varšavi te 9. veljače 1963. u Padovi. Papa je 1965., na zajedničku zamolbu poljskih i njemačkih biskupa, dopustio pokretanje rasprave o herojskoj kreposti. Dana 30. siječnja 1969. u vatikanskoj apostolskoj palači Sveta kongregacija obreda je, u prisutnosti pape, potvrdila Kolbeove herojske kreposti.
U predvečerje blagdana Velike Gospe, Papa Ivan Pavao II. proglasio ga je svetim 10. listopada 1982.

## Vanjske poveznice
Sestrinski projekti
|  | Zajednički poslužitelj ima još gradiva o temi Maksymilian Kolbe |
|  | Wikicitati imaju zbirke citata o temi Maksimilijan Kolbe        |

Mrežna mjesta
- Životopis sv. Maksimilijana Kolbea, kog Hrvatskog nacionalnog centra Vojske Bezgrješne
- Životopis sv. Maksimilijana, kod Hrvatske provincije Franjevaca Konventualaca